# Пемба Северная
Пемба Северная (суахили Kaskazini Pemba, англ. Pemba North) — одна из 30 областей Танзании и одна из 5 областей автономного Занзибара. Расположен на острове Пемба.
Административный центр региона — город Вете.
Население — 211 732 жителей (2012).
Площадь — 574 км².
Состоит из двух округов:
- Мичевени[англ.] (суахили Micheweni) — север Пембы Северной (103 816 жителей, 2012),
- Вете[англ.] (суахили Wete) — юг Пембы Северной (107 916 жителей, 2012).